# Собрал-да-Абельєйра
Собрал-да-Абельєйра (порт. Sobral da Abelheira; МФА: [su.ˈbɾaɫ dɐ ɐ.bɨ.ˈʎɐj.ɾɐ]) — парафія в Португалії, у муніципалітеті Мафра. Розташована в західній частині країни, на теренах історичної португальської провінції Ештремадура. Входить до складу округу Лісабон. За адміністративним поділом, чинним до 1976 року, терени парафії були складовою провінції Ештремадура. Належить до Лісабонського патріархату Католицької церкви. Патрон — Діва Марія. Площа — 15,4484 км². Населення — 1152 ос. (2011). Слабо урбанізований регіон. Густота населення — 74,57 осіб/км²
. Код — 110914.

## Населення
| Кількість мешканців | Кількість мешканців | Кількість мешканців | Кількість мешканців | Кількість мешканців | Кількість мешканців | Кількість мешканців | Кількість мешканців | Кількість мешканців | Кількість мешканців | Кількість мешканців | Кількість мешканців | Кількість мешканців | Кількість мешканців | Кількість мешканців |
| ------------------- | ------------------- | ------------------- | ------------------- | ------------------- | ------------------- | ------------------- | ------------------- | ------------------- | ------------------- | ------------------- | ------------------- | ------------------- | ------------------- | ------------------- |
| 1864                | 1878                | 1890                | 1900                | 1911                | 1920                | 1930                | 1940                | 1950                | 1960                | 1970                | 1981                | 1991                | 2001                | 2011                |
| 969                 | 1 091               | 1 037               | 986                 | 1 017               | 1 050               | 1 066               | 1 205               | 1 235               | 1 153               | 1 080               | 1 031               | 1 077               | 1 052               | 1 152               |